# Image Award/Bestes Lied
Image Award: Bestes Lied (Outstanding Song)

## 1970er Jahre
- 1972: Isaac Hayes – Theme from Shaft

## 1980er Jahre
- 1984: Prince – When Doves Cry

## 1990er Jahre
- 1997: R. Kelly – I Believe I Can Fly
- 1998: Boyz II Men – A Song for Mama
- 1999: Kirk Franklin – Lean on Me

## 2000er Jahre
- 2000: Eric Benét – Spend My Life with You
- 2001: Yolanda Adams – Open My Heart
- 2002: Alicia Keys – A Woman’s Worth
- 2003: Kirk Franklin – Brighter Day
- 2004: Luther Vandross – Dance With My Father
- 2005: Alicia Keys – If I Ain’t Got You
- 2006: Alicia Keys – Unbreakable
- 2007: India.Arie – I Am Not My Hair
- 2008: Alicia Keys – Like You'll Never See Me Again
- 2009: will.i.am – Yes We Can